# مات نوه
مات نوه (بالصينية: 莫哈末诺؛ بالإنجليزية: Mat Noh) هو لاعب كرة قدم سنغافوري، ولد في 1954 في سنغافورة، وتوفي في 19 سبتمبر 2021.